# Organizacja na rzecz Odbudowy Komunistycznej Partii Grecji
Organizacja na rzecz odbudowy Komunistycznej Partii Grecji (gr. Οργάνωση για την Ανασυγκρότηση του Κομουνιστικού Κόμματος Ελλάδας (ΟΑΚΚΕ), Orgánosi yia tin Anasigkrótisi tou Komounistikoú Kómmatos Elládas), występująca głównie pod akronimem OAKKE, jest jedną z małych greckich partii politycznych, znaną ze swoich silnych poglądów antyrosyjskich.
Sekretarzem Komitetu Centralnego OAKKE jest Elias Zafiropoulos.
OAKKE powstała w 1985 roku. Jest jedną z organizacji greckiej skrajnej lewicy, mającą korzenie w podziałach w ruchu maoistowskim. Najbardziej znana jest ze względu na poglądu pro-industrializacyjne; uważa, iż rozwój przemysłowy jest warunkiem koniecznym do rozwoju klasy robotniczej, która jest niezbędna dla rewolucji socjalistycznej.
Kolejną z cech OAKKE są jej opinie na temat rzekomego rosyjskiego spisku mającego skompromitować lewicę i doprowadzić do rosyjskiej dominacji nad światem. Politycy partii twierdzą, że rosyjski imperializm stanowi dziś główne zagrożenie dla całej ludzkości, podobne do hitlerowskiego w latach trzydziestych i czterdziestych XX wieku.
OAKKE wspiera niezależność Czeczenii od Rosji, którą partia uważa za organizatora ataków z 11 września 2001.

## Stanowiska

### Rosyjski socjalimperializm
Według OAKKE, przedstawiającej się jako siła rewolucyjna, proletariacka i antyimperialistyczna, prowadzi ona walkę głównie przeciwko „rosyjskiemu socjalimperializmowi”, który obecnie stanowi największe zagrożenie dla pokoju na świecie, podobne do tego, jakie stwarzała przedwojenna III Rzesza. Rozumowanie to partia wywodzi z maoistowskiej teorii trzech światów. Rosyjski socjalimperializm, według OAKKE, od 1991 roku wszedł w nową fazę, a pierestrojka i reformy „były dogłębną próbą uniezależnienia socjal-faszystowskiej Rosji od Związku Radzieckiego w celu odbudowania neo-carskiego imperium na jego gruzach”, co kończyć ma się utworzeniem rosyjsko-chińskiej osi wojennej.

### Wyniki wyborcze
| 1993          | Parlament            | 709   | 0,01 | – |
| 1994          | Parlament Europejski | 5956  | 0,09 | – |
| 1996          | Parlament            | 34851 | 0,05 | – |
| 1999          | Parlament Europejski | 4600  | 0,07 | – |
| 2000          | Parlament            | 1126  | 0,02 | – |
| 2004          | Parlament            | 2099  | 0,03 | – |
| 2004          | Parlament Europejski | 5090  | 0,08 | – |
| 2007          | Parlament            | 2504  | 0,03 | – |
| 2009          | Parlament Europejski | 2807  | 0,05 | – |
| 2009          | Parlament            | 1652  | 0,02 | – |
| 2012          | Parlament            | 2616  | 0,04 | – |
| Czerwiec 2012 | Parlament            | –     | –    | – |
| 2014          | Parlament Europejski | 2860  | 0,05 | – |
| Styczeń 2015  | Parlament            | –     | –    | – |
| Wrzesień 2015 | Parlament            | 2263  | 0,04 | – |

1 udział w koalicji z partią Tęcza.